# Carson Beckett
Carson Beckett è un personaggio di finzione appartenente all'universo fantascientifico della serie televisiva Stargate Atlantis, interpretato da Paul McGillion.

## Biografia
Beckett possiede e ha scoperto il gene dell'Attivazione della Tecnologia degli Antichi, che permette agli umani di interagire con tecnologie specifiche nella base di Atlantis, ma ha spesso paura di usarlo assieme a tecnologia quale la Sedia di Controllo (Control Chair). Non gli piace viaggiare attraverso lo Stargate, in quanto ritiene la conversione del corpo umano in energia e il suo trasferimento in wormhole una "follia assurda", tuttavia prende parte a missioni nel quale è richiesto se necessario (questo potrebbe essere un lieve riferimento al dottor 'Bones' McCoy della serie originale di Star Trek, che aveva problemi nel vedere le sue "molecole scomposte e ricomposte". La tesi è avvalorata dalla sua frase spesso ricorrente "Sono un dottore, non un...", anch'essa tipica del Dr. McCoy di Star Trek). La sua esperienza nel campo della medicina e il fatto di possedere il gene lo ha reso un campione interessante secondo Elizabeth Weir, che lo ha scelto per la spedizione su Atlantis.
Mentre nella prima stagione Beckett era un personaggio ricorrente, è in seguito diventato uno dei protagonisti dalla seconda stagione in poi.
Nella puntata 17 della terza serie Carson Beckett muore in un incidente dopo aver rimosso un tumore esplosivo da un paziente.
Dopo i suoi funerali sono stati mandati la salma e i suoi effetti personali, sulla Terra alla sua famiglia, ma nella quarta stagione viene trovato un suo clone, che poi per un certo periodo verrà messo in una cella di stasi per mantenerlo in vita, fino a quando non viene trovata una cura per la degenerazione cellulare.